# Chilei tengeririgó
A chilei tengeririgó (Cinclodes nigrofumosus) a madarak (Aves) osztályának verébalakúak (Passeriformes) rendjébe és a fazekasmadár-félék (Furnariidae) családjába tartozó faj.

## Rendszerezése
A fajt Alcide d’Orbigny és Frédéric de Lafresnaye írta le 1838-ban, az Uppucerthia nembe Uppucerthia nigro-fumosa néven.

## Előfordulása
Chile csendes-óceáni partvidékén honos. Természetes élőhelye a sziklás és homokos tengerpartok, főleg az árapály övezetben. Állandó, nem vonuló faj.

## Megjelenése
Testhossza 22 centiméter, testtömege 63-67 gramm.

## Életmódja
Magányosan vagy párban a parti sziklák között keresgéli gerinctelenekből, férgekből, rákokból, puhatestűekből, tengeri sünökből és kisebb halakból álló táplálékát.

## Természetvédelmi helyzete
Az elterjedési területe nagyon nagy, egyedszáma pedig stabil. A Természetvédelmi Világszövetség Vörös listáján nem fenyegetett fajként szerepel.